# Горелик, Виктор Александрович
Виктор Александрович Горелик (род. 21 июля 1946, Киев) — доктор физико-математических наук (1984), профессор (1989), профессор кафедры теоретической информатики и дискретной математики математического факультета Московского педагогического государственного университета Московский педагогический государственный институт им. В. И. Ленина (1990), лауреат Прохоровской премии. Ведущий научный сотрудник Вычислительного центра имени А. А. Дородницына Российской академии наук.

## Биография
Родился Виктор Александрович 21 июля 1946 года в городе Киеве. Поступил учится на механико-математический факультет Московского университета, который окончил в 1969 году, затем Виктор Александрович Горелик продолжил обучение в аспирантуре Вычислительного центра АН СССР. Защитил диссертации: в 1972 году кандидатскую на тему «Принцип гарантированного результата в неантагонистических играх с передачей информации», в 1983 году — докторскую по теме «Математические задачи теории иерархических систем». В 1989 году присвоено учёное звание — профессора.

## Участие в подготовке научных кадров
С 1985 года преподаёт в Московском педагогическом государственном университета Московский педагогический государственный институт им. В. И. Ленина, читает курс «Исследование операций», в 1990 году — профессор кафедры теоретической информатики и дискретной математики математического факультета МПГУ им. В. И. Ленина. В 2001—2005 годах — по совместительству профессор Высшей школы экономики.
Профессор подготовил трёх докторов наук и 20 кандидатов наук.

## Награды и премии
За монографию «Промышленные корпорации: проблемы формирования и управления» стал лауреатом Прохоровской премии 2008.

## Научно-организационная деятельность, почётное членство
Виктор Александрович Горелик —
- директор УНЦ применения информационных технологий в педагогических исследованиях,
- действительный член Международной академии информатизации и
- Международной академии информационных процессов и технологий,
- член-корреспондент Академии инженерных наук им. А. М. Прохорова и
- Международной академии организационных наук,
- является членом Международного общества по многокритериальной оптимизации (International Society on MCDM),
- членом двух специализированных диссертационных советов[1].

### научные монографии
- Теоретико-игровые модели принятия решений в эколого-экономических системах / В. А. Горелик, А. Ф. Кононенко. — М. : Радио и связь, 1982. — 145 с.
- Методика проектирования экономического механизма управления для районного аграрного объединения : методические рекомендации / ВЦ АН СССР, Всесоюзный научно-технический информационный центр ГКНТ СССР ; [В. А. Горелик, А. Ф. Кононенко]. — Москва : ВЦ АН СССР, 1983. — 16 с.;
- О некоторых классах оптимизационных и игровых задач распределения ресурсов с негладкими критериями / В. А. Горелик, Т. П. Луценко, Г. В. Рулев. — М. : ВЦ АН СССР, 1988. — 46 с.
- Анализ конфликтных ситуаций в системах управления / В. А. Горелик, М. А. Горелов, А. Ф. Кононенко. — М. : Радио и связь, 1991. — 286,[1] с.; ISBN 5-256-00367-4
- Оптимальная матричная коррекция несовместных систем линейных алгебраических уравнений по минимуму евклидовой нормы / В. А. Горелик, В. И. Ерохин ; Рос. акад. наук, Вычисл. центр им. А. А. Дородницына. — Москва : ВЦ РАН, 2004. — 192 с.; ISBN 5-201-09823-1 : 120
- Численные методы коррекции несобственных задач и линейного программирования и структурных систем уравнений : [монография] / В. А. Горелик, В. И. Ерохин, Р. В. Печёнкин. — Москва : Вычислительный центр им. А. А. Дородницына РАН, 2006. — 149 с.; ISBN 5-201-09856-8
- Производственные корпорации: проблемы формирования и управления / И. Р. Ашурбейли, А. Л. Горелик, В. А. Горелик. — Москва : Патент, 2006 (М. : Полигр. база ФГУ ФИПС). — 178 с.
- Критерии оценки оптимальности риска в сложных организационных системах / В. А. Горелик, Т. В. Золотова; Учреждение Российской акад. наук Вычислительный центр им. А. А. Дородницына РАН. — Москва : ВЦ РАН, 2009. — 161 с.; ISBN 978-5-91601-013-8
- Модели оценки коллективного и системного риска / В. А. Горелик, Т. В. Золотова; Учреждение Российской акад. наук, Вычислительный центр им. А. А. Дородницына. — Москва : ВЦ РАН, 2011. — 162 с.; ISBN 978-5-91601-048-0
- Методы коррекции несобственных задач и их применение к проблемам оптимизации и классификации / В. А. Горелик, О. В. Муравьёва; ФГБУН Вычислительный центр им. А. А. Дородницына Российской акад. наук. — Москва : ВЦ РАН, 2012. — 147 с.; ISBN 978-5-91601-070-1

### Учебники и учебные пособия
- Теория игр и исследование операций : Учеб. пособие по математике для студентов спец. 0647, 1706. / В. А. Горелик. — Москва : МИНХ и ГП, 1978. — 94 с.
- Исследование операций : [Учеб. для приборостроит. и мат. техникумов] / В. А. Горелик, И. А. Ушаков. — М. : Машиностроение, 1986. — 285с.;
- Элементы теории игр / В. А. Горелик, Т. П. Фомина; М-во общ. и проф. образования Рос. Федерации. Липец. гос. техн. ун-т. — Липецк : Липецкий гос. техн. ун-т, 1999. — 125 с.
- Экстремальные задачи : Учеб. пос. для студ. вузов... по спец. 030100 - информатика / В. А. Горелик, Т. П. Фомина; МинОбр РФ. МПГУ, Липецкий ГПУ. — Липецк : Липецкий гос. пед. ун-т, 2001. — 146 с.; ISBN 5-88526-078-8
- Экономико-математические методы : учебник для студ. вузов … по спец. направл. «Экономика» / А. А. Белолипецкий, В. А. Горелик. — Москва : Академия, 2010. — 362 с. — (Университетский учебник. Высшая математика и её приложения к экономике).; ISBN 978-5-7695-5714-9
- Исследование операций и методы оптимизации : учебник для студ.ВУЗов … по напр. «Педагогическое образование» / В. А. Горелик. — Москва : Академия, 2013. — 271 с.; ISBN 978-5-7695-9660-5
- Пособие по дисциплине «Теоретические основы информатики» : учеб. пос. / В. А. Горелик, О. В. Муравьёва, О. С. Трембачева ; МинОбрНауки РФ, ФГБОУ ВПО «МПГУ». — Москва : МПГУ, 2015. — 119 с.; ISBN 978-5-4263-0220-4 : 500 экз.
- Теория принятия решений : учеб. пос. для магистрантов / В. А. Горелик ; МинОбрНауки РФ, ФГБОУ ВО «Московский педагогический государственный университет». — Москва : МПГУ, 2016. — 150 с.; ISBN 978-5-4263-0428-4 : 500 экз.
- Теоретические основы информатики : учебник для студ. … по направл. «Пед. образование», профиль «Информатика» / В. Л. Матросов, В. А. Горелик, С. А. Жданов и др. — 2-е изд., испр. и доп. — Москва : Академия, 2018. — 242 с. — ISBN 978-5-4468-1041-3 : 1000 экз.

## Заслуги
- Лауреат Прохоровской премии 2008 за монографию «Промышленные корпорации: проблемы формирования и управления».